# Sjödalens IK
Sjödalens IK, bildad 25 september 1931, nedlagd 9 september 1968, är en svensk idrottsförening från Lidköping. Föreningens verksamhet omfattade bandy och ishockey.

## Historia
Sjödalens Idrottsklubb bildades den 25 september 1931 på Millqvists café i Lidköping. Föreningen var till en början endast öppen för personer över 16 år från stadsdelen Sjödalen i Lidköping. Efter några år då klubben växt till fick denna bostadsgräns ändras till att omfatta hela staden. Föreningen var från början verksam inom bandy.
Till en början var föreningen framgångsrik på lokal nivå, och vann sin första lokala serie i bandy 1936. Under 1944 och 1945 tog klubben nya seriesegrar, och 1945 segrade klubben i Västgötaserien, då man vunnit en kvalmatch mot Villa Lidköping BK, som därmed avancerade klubben till division 2. Föreningen vann även DM 1951.
1949 blev Sjödalens IK även verksamt inom ishockey. Ishockeyn hade dock inga större framgångar i klubben, och 1962 såldes rink och belysning till Nossebro IF. Klubbens hockeyutrustningar skänktes till den nybildade klubben IK Star 1964.
1967 hölls det sista årsmötet och det konstaterades att antal spelare och träningsflit kraftigt minskat och den 9 september 1968 bildades Lidköpings AIK tillsammans med Wästerlunds IK som också lades ner.